# 小行星64291
小行星64291（64291 Anglee）是一顆位於小行星帶的小行星，由業餘天文學家楊光宇於2001年10月23日藉由美國亞利桑那州本森沙漠之鷹天文台所發現。
該小行星以台灣導演李安命名。